# Зелёный Гай (Весёловский район)
Зелёный Гай (укр. Зелений Гай) — село,
Зелёногаевский сельский совет,
Весёловский район,
Запорожская область,
Украина.
Код КОАТУУ — 2321281401. Население по переписи 2001 года составляло 641 человек.
Является административным центром Зелёногаевского сельского совета, в который, кроме того, входят сёла
Зелёный Луг и
Красавич.

## Географическое положение
Село Зелёный Гай находится на расстоянии в 2 км от села Красавич.
Рядом проходит железная дорога, станция Платформа 51 км в 2,5 км.

## История
- 1926 год — дата основания. Образовано соединением двух сёл — Зелёный Лан (северная часть села) и Зелёный Гай (южная часть).

## Экономика
- «Зеленый Гай», агрофирма, ООО.

## Объекты социальной сферы
- Школа I—II ст.

## Упоминание в культуре
Село Зелёный Гай упоминается в повести "Три Круга Войны"  Колосова Михаила Макаровича как место, где главный герой впервые участвовал в боях и получил первое ранение.